# Appomattox Court House

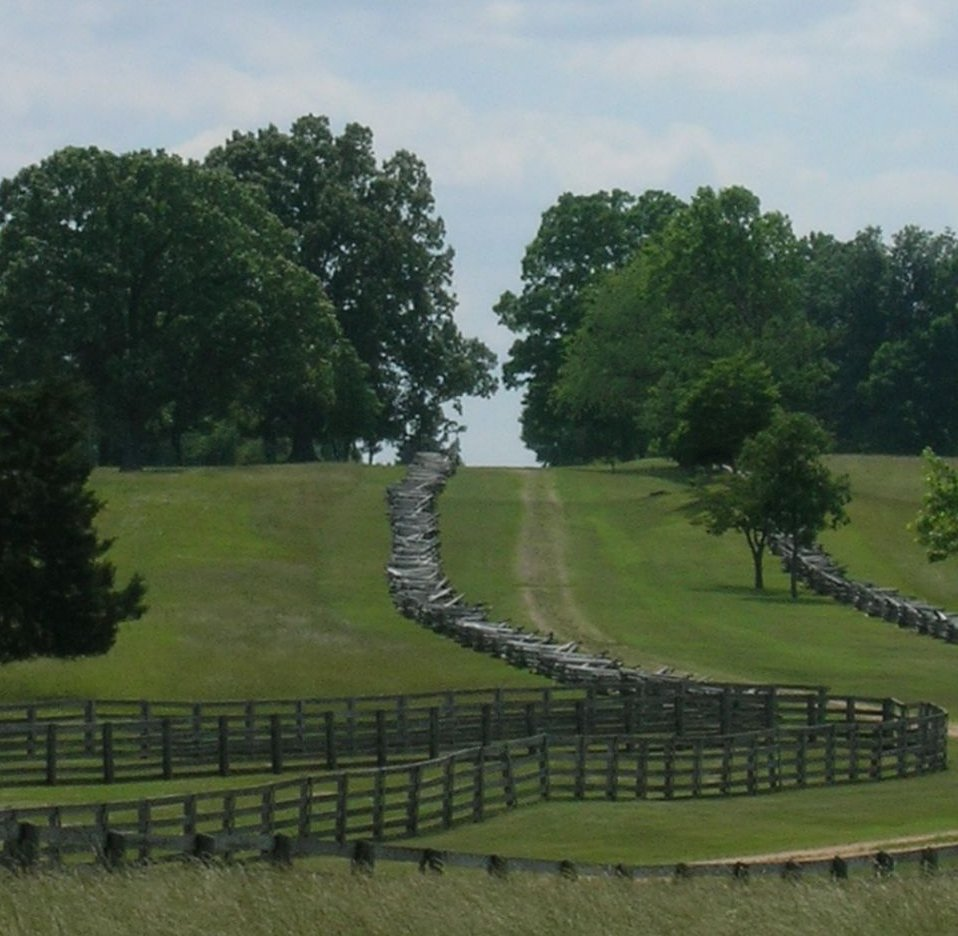
Richmond-Lynchburg stage road.

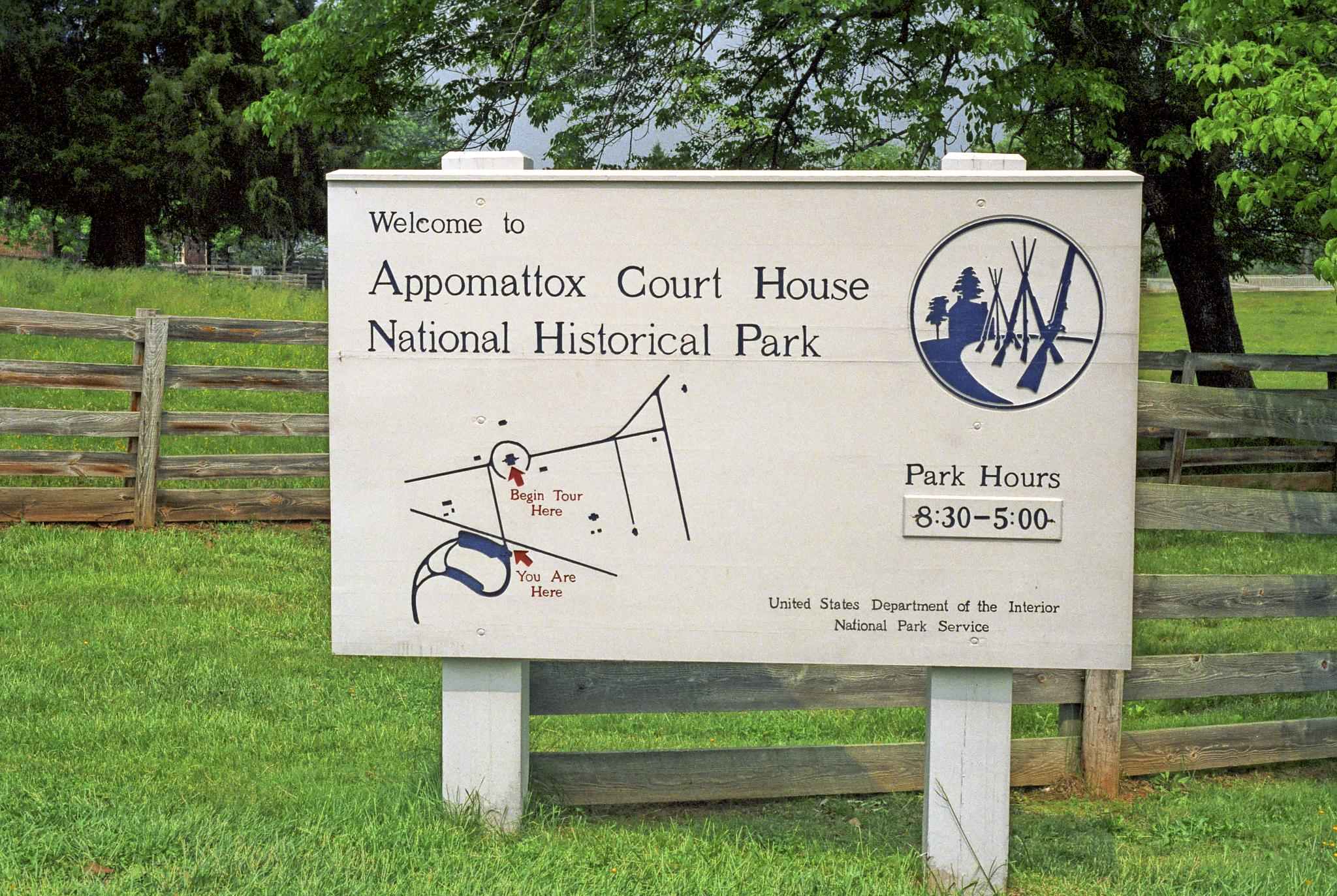

La casa Appomattox Court es un histórico caserío ubicado al sur del estado de Virginia en los Estados Unidos. Fue el lugar de la rendición durante la batalla de Appomattox donde el general Robert E. Lee ante Ulysses S. Grant el 9 de abril de 1865 entregó sus fuerzas, al final de la guerra civil estadounidense.
Fue prácticamente abandonado después de que se cambiara la sede de condado al nuevo pueblo de Appomattox en 1892. 
Fue transferido del Departamento de la Guerra como Battlefield Site el 10 de agosto de 1933 (autorizado el 18 de junio de 1930). Fue declarado monumento nacional el 13 de agosto de 1935 (Appomattox Court House National Historical Monument) y rediseñado como parque histórico nacional el 15 de abril de 1954.